# Edward V. Elyan
Edward V. Elyan, né à Bakou (Azerbaïdjan) le 20 août 1926 et mort le 6 avril 2009, est un pilote d’essai azeri.
Jusqu'en 1944 il suit des études dans l'école spéciale des forces aériennes de Sverdlovsk, puis participe à la Seconde Guerre mondiale.
Le 31 décembre 1968 il est aux commandes lors du premier vol du prototype du Tupolev Tu-144.